# Iveco S-Way
Iveco S-Way — крупнотоннажный грузовой автомобиль, выпускаемый итальянской компанией Iveco S.p.A. с 2019 года.

## Описание модели
2 июля 2019 года дебютировал крупнотоннажник S-Way с новыми цифровыми возможностями. Теперь владелец автомобиля знает всё, что с ним происходит, а сервис заблаговременно получает уведомление о техобслуживании.
Крупнотоннажники Iveco S-Way оснащаются спальной кабиной AS шириной 2,5 м, с низкой (3,3 м) или высокой крышей (3,8 м), спальной кабиной AT шириной 2,3 м, с низкой (2,9 м) или высокой крышей (3,55 м), короткой кабиной AD шириной 2,3 м, с низкой крышей (2,55 м).
S-WAY комплектуется 9 -, 11-и 13-литровыми двигателями Cursor (330—570 л. с.) и 9-и 13-литровыми газовыми двигателями Cursor Natural Power (340—460 л. с.). Ещё его комплектуют автоматическими трансмиссиями Hi-Tronix от производителя ZF.
Iveco S-WAY в качестве опции может быть укомплектован камерами заднего вида вместо боковых зеркал, как Mercedes-Benz Actros.

### Nikola Tre
В ноябре 2019 года компании Nikola Motor Company и Iveco представили совместно разработанный электрический грузовик Nikola Tre мощностью 644 л. с., максимальным крутящим моментом 1800 Н*м, батареей 720 кВт/ч и запасом хода до 400 км. Электромобиль разработан на основе Iveco S-WAY. Его производство стартовало в 2021 году в Германии.

### Двигатели
Все двигатели Iveco S-WAY используют систему очистки выхлопных газов SCR и соответствуют стандарту выбросов Евро-6d.
| Двигатель    | Объём (л) | Мощность (л. с.) при (об/мин) | Крутящий момент (Н*м) при (об/мин) |
| ------------ | --------- | ----------------------------- | ---------------------------------- |
| Дизель       |           |                               |                                    |
| Cursor 9     | 8,7       | 330 при 1655–2200             | 1400 при 1100–1655                 |
| Cursor 9     | 8,7       | 360 при 1530–2200             | 1650 при 1200–1530                 |
| Cursor 9     | 8,7       | 400 при 1655–2200             | 1700 при 1200–1655                 |
| Cursor 11    | 11,1      | 420 при 1475–1900             | 2000 при 870–1475                  |
| Cursor 11    | 11,1      | 460 при 1500–1900             | 2150 при 925–1500                  |
| Cursor 11    | 11,1      | 480 при 1465–1900             | 2300 при 970–1465                  |
| Cursor 13    | 12,9      | 510 при 1560–1900             | 2300 при 900–1560                  |
| Cursor 13    | 12,9      | 570 при 1605–1900             | 2500 при 1000–1605                 |
| Метан        |           |                               |                                    |
| Cursor 9 NP  | 8,7       | 340 при 2000                  | 1500 при 1100–1600                 |
| Cursor 9 NP  | 8,7       | 400 при 2000                  | 1700 при 1200–1575                 |
| Cursor 13 NP | 12,9      | 460 при 1900                  | 2000 при 1100–1600                 |